# Slovenske bajeslovne in pripovedne podobe
Slovenske bajeslovne in pripovedne podobe je knjiga  Jožeta Karlovška (*1900, Šmarjeta, † 1963, Domžale) v dveh zvezkih iz leta 1959, ki je ostala v rokopisu in bila izdana v eni knjigi leta 2016. Avtor raziskuje slovensko mitološko izročilo in ga tudi likovno poustvarja. V knjigi je avtor dodal še 47 slikovnih prilog bajeslovnih podob, ki jih je sam naslikal. Vsa umetniška dela so avtorjevo slikanje na les s tehniko, ki jo je sam izumil. Danes so Karlovškova raziskovanja bajeslovja razumeljena kot amaterska in romantično navdahnjena.  

## O knjigi

### Rokopis iz leta 1959
Uvod v knjigo iz leta 1959 je napisal etnolog Niko Kuret, prva tri poglavja pa slovenski literarni zgodovinar in etnolog Ivan Grafenauer. Karlovšek je prvo različico skripte napisal leta 1955 pod naslovom Folklorne in ornamentalne podobe, ki so bila predvsem opisi k njegovim slikam o temo bajeslovja. Za končno knjigo Slovenske bajeslovne in pripovedne podobe je avtor knjigo razširil, a ni uradno nikoli izšla.

### Izdana knjiga iz leta 2016
Knjiga je bila prvič izdana leta 2016 s predgovorom urednikov (Domen Češarek, Matija Kenda in Nejc Petrič) v založbi Društva Slovenski staroverci in strokovnima komentarjema etnologinje Monike Kropej Telban in umetnostnega zgodovinarja Boštjana Kenda. V novi izdaji je knjiga razdeljena na tri dele: uredniški komentar, celotna knjiga kot je bila zasnovana leta 1959 in zadnji del s strokovnima komentarjema.

## Vsebina
Karlovšek je knjigo razdelil na Staroslovansko prirodno čaščenje, Staroslovansko najvišje bitje, Staroslovanska višja in nižja božanstva (Perun,Veles, Mokoš, Kurent, Svarog, Kresnik, Triglav, Morana idr. nižja božanstva), Dobra nadnaravna bitja, Hudobna nadnaravna bitja, Ljudje z nadnaravno močjo, Junaške pripovedke, Lirske pripovedke, Razne pripovedke, Živali v slovenskem narodopisju, Rastline v slovenskem narodopisju in Viri. 